# Obra morta

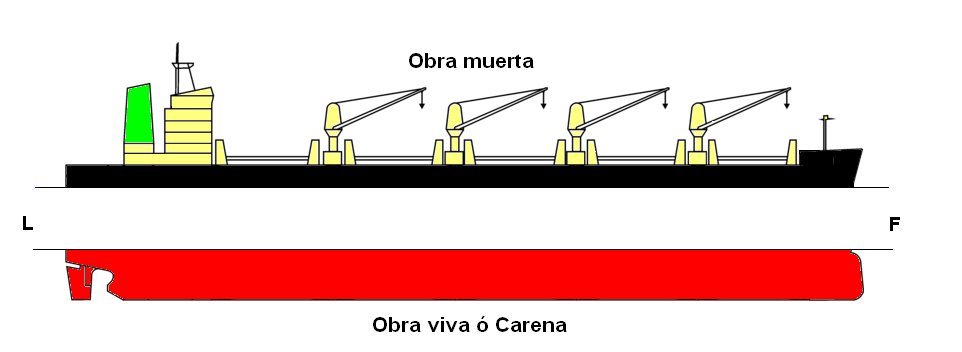

En un vaixell s'anomena obra morta la part del buc que està fora de l'aigua, permanentment, quan el vaixell està a plena càrrega. Es considera per a aquesta distinció tan sols el buc del vaixell, puix que tot el que es construeix a partir de la coberta principal es diu superestructura.
L'obra morta és doncs la part del vaixell per sobre de la superfície de flotació, considerant els espais que són part de l'estructura del buc, de la flotació fins a la coberta més alta que sigui contínua, resistent i estanca, i totes les superestructures que siguin estanques. L'obra morta és també, la reserva de flotabilitat que té el vaixell per a fer front a una augmentació del volum submergit.

## Coeficient de flotabilitat
Pel que fa tant a l'obra morta com a l'obra viva, podem parlar de la superfície i del volum de cadascuna d'aquestes. Per exemple, la superfície de l'obra viva serà la superfície banyada del buc, la resta del buc serà la superfície de l'obra morta
- Es defineix com a coeficient de flotabilitat la relació entre el volum de l'obra morta (reserva de flotabilitat) i el volum de l'obra viva (carena).
- Coeficient de flotabilitat = Obra morta/Obra viva

## Nota
1. ↑  L'obra viva és la part per sota de la superfície de flotació, per tant, correspon de vegades a la carena.